# Улица Дорофеева (Уфа)
Улица Дорофеева расположена в исторической части Уфы между улицами Коммунистической и Худайбердина. Очень короткая улица — около 100 м. На улице Дорофеева располагаются всего 5 домов (одному из них — более 100 лет).

## Происхождение названия
Первоначальное название — Георгиевский переулок.
В 1798 году на нынешний перекрёсток улиц Дорофеева и Коммунистической из упразднённого Успенского мужского монастыря была перенесена деревянная церковь Успения Божией Матери. Сохранение храма совершилось по личной инициативе Сергея Ивановича Аничкова, в честь которого в Уфе появится именная — Аничкова — аллея.
В 1849 году на месте деревянной церкви был воздвигнут каменный Успенский храм, по внешнему виду и убранству считавшийся одним из лучших в Уфе. В 1862—1864 гг. выстроены 2 придела: во имя святого Архангела Михаила и святого Великомученика и Победоносца Георгия.
Придел св. Великомученика Георгия выходил в переулок, который и получил впоследствии название Георгиевский.
В середине 1920-х гг. переулок был переименован в Цеховой.
В 1943 г. переименован в улицу Дорофеева, проживавшего в этом переулке.
Георгий Григорьевич Дорофеев родился в 1904 году. Трудовую жизнь начал на Сталинградском тракторном заводе. Профсоюзный и партийный деятель. В 1937 г. в срочном порядке был направлен в Уфу. Работал секретарём Уфимского горкома партии, заведующим промышленным отделом обкома, секретарём областного комитета ВКП(б).
Погиб на фронте в 1943 г. 

## Примечательные здания и сооружения
На углу с Коммунистической улицей стоит дом Ф. П. Павлова постройки конца XIX — начала XX в. Памятник архитектуры (Коммунистическая ул., 73 / Дорофеева, 1). 